# Damnatio ad bestias

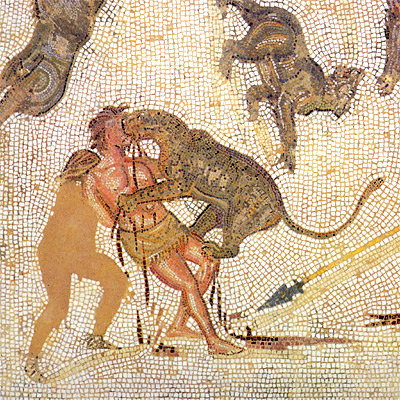
Mosaik im Archäologischen Museum von Sousse, Tunesien

Unter damnatio ad bestias (lat. „Verurteilung zu den wilden Tieren“) versteht man eine im Römischen Reich angewendete Methode der Hinrichtung. Sie war besonders grausam und entehrend, trat der Tod doch oft nicht sofort bei den Angriffen der Tiere ein, sondern erst durch das Zerfleischen bei lebendigem Leib.
Die Verurteilten hätten sich, so die herrschende Meinung, in ihren Taten wilden Tieren gleichgemacht und sollten nun durch „ihresgleichen“ ihr Ende finden.
Pompeius ließ in dem Jahrzehnt 50 v. Chr. zum ersten Mal verurteilte Verbrecher durch Elefanten zu Tode trampeln, eine Prozedur, die ursprünglich aus Indien stammt. Dass die damnatio ad bestias bei der Christenverfolgung im Römischen Kaiserreich zur Anwendung kam, ist durch zeitgenössische Quellen belegbar, wenngleich die Zahl der Todesopfer strittig bleibt.
Der Verurteilte wurde häufig an einen Pfahl gebunden und dann ausgehungerten Raubtieren zum Fraß preisgegeben, meist im Rahmen von Gladiatorenkämpfen und Tierhetzen. Die Tiere wurden dazu aufwendig importiert.

## Trivia
In der 2. Hälfte des 20. Jahrhunderts wurde die Praxis der damnatio ad bestias einem breiten Publikum durch die Asterix-Comics der französischen Autoren René Goscinny und Albert Uderzo bekannt. Die Hinrichtungsmethode ist dort immer wieder Bestandteil von Drohungen. Dies findet seinen Höhepunkt im Asterix-Band Nummer 19 (Die Lorbeeren des Cäsar), wo die damnatio ad bestias regelrecht karikiert wird.